# Dan Fogelberg
Daniel Grayling „Dan“ Fogelberg (Peoria, Illinois, 1951. augusztus 13. – Deer Isle, Maine, 2007. december 16.) amerikai énekes, zeneszerző és zenész.

## Pályafutása

### Gyermekkora, ifjúkora
Dan Fogelberg Lawrence Fogelberg és felesége, Margaret Young legfiatalabb gyermekeként született két bátyja, Marc és Peter után az Illinois állambeli Peoriában. Anyja skót bevándorló, apjának családja pedig svéd származású volt. Apja – aki korábban a második világháborúban harcolt – egy iskolai együttes vezetőjeként működött előbb a Peoria Woodruff High Schoolban, majd a Pekin High Schoolban; anyja zongorista volt. Apjának alakja inspirálta később Fogelberg „Leader of the Band” című dalát. Dan, miután nagyapjától kapott egy hawaii-gitárt, autodidakta módon megtanult gitározni, közben zongoraleckéket is vett. 14 évesen már egy együttesben játszott (The Clan).
A Woodruff High School befejezése után, 1969-től Fogelberg színészetet és festészetet tanult az Illinois Egyetemen, de a zenélést sem hagyta abba, kávéházakban játszott. Első szólófelvétele 1971-ben egy fesztivál-hangfelvétel keretében készült. Ekkor karolta fel őt Irving Azoff, aki ekkoriban a REO Speedwagon együttes menedzselésével is foglalkozott. Fogelberg Irvinnel együtt Kaliforniába utazott, hogy ott próbáljanak szerencsét. Fogelberg vendégzenészként játszott különböző előadók mellett, többek között Van Morrisonnal, valamint szerepel egyebek közt Jackson Browne, Joe Walsh, Randy Newman és Roger McGuinn egy-egy albumának előadói közt is.

### Szólókarrierje, lemezei
Első saját albuma, mely Home Free címmel jelent meg 1972-ben, langyos fogadtatásban részesült a kritika részéről. Az áttörést második lemeze, az 1974-ben megjelent Souvenirs és annak legnagyobb slágere, a „Part of the Plan” hozta meg, mely egy csapásra népszerűvé tette őt. Dan ezután arany- és platinaalbumok sorát adta ki.
Mivel nem érezte otthonosnak a kaliforniai életformát, 1973-ban elköltözött Tennessee államba, ahol Nashville közelében megvásárolt egy farmot. Három év múlva továbbköltözött Boulderbe, Colorado államba. Harmadik albuma, a Captured Angel (1975) mintegy a költözések eredményeként született.
A negyedik album Nether Lands címmel 1977-ben jelent meg. A „Give Me Some Time” számhoz Fogelbergnek szüksége volt egy fuvolistára, ennek kapcsán találkozott a dzsesszfuvolás Tim Weisberggel. Dan következő albuma, mely a Twin Sons Of Different Mothers címet viseli és 1978-ban készült, már Timmel közös munka volt.
1979-ben Dan kiadta hatodik albumát Phoenix címmel. Ezen az albumon szerepel a „Longer” című szám, melynek köszönhetően a lemez a listákon a 2. helyen végzett. Az egyiptomi főnixmadár legendáját a címadó dalban Fogelberg a szerelem elvesztése utáni „feltámadással” állítja párhuzamba.
A következő album, a The Innocent Age 1981-ben jelent meg. Ez volt Fogelberg legkedvesebb albuma, a legteljesebb kritikai elismerést is ezzel aratta, és anyagilag is ez hozta neki a legnagyobb sikert. Az album gondolatvilágát az határozta meg, hogy a művész elérte a 30 éves kort. Több dalának témája is az ifjúság, mint az ártatlanság korszaka. Megírásához visszatért gyermekkorának helyszíneire: általános iskolájához és az erdőbe, ahol gyermekkorában sokat játszott. Az album a bölcsőtől az élet sokféle tapasztalatán keresztül a sírig vezeti hallgatójának gondolatait. Számai dalciklusba rendeződnek: a teremtésről és a fiatalságról szóló dalokkal kezdődik, és a halál témáját érintő szám zárja; a borítókép is ehhez a gondolatmenethez igazodik. Fogelberg négy legsikeresebb száma is ezen az albumon jelent meg: a „Leader of the Band”, a „Hard to Say”, a „Run for the Roses” és a „Same Old Lang Syne”, mely egy volt barátnőjével (Jill Andersonnal) történt véletlen találkozás valós élményén alapszik.

### Utolsó évei
További sikeres esztendők után az 1980-as évek csendesebbé váltak Fogelberg számára. Későbbi albumait különböző zenei stílusirányzatokkal való kísérletezés jellemezte, dalaiban pedig gyakran környezetvédelmi gondolatokkal és az amerikai őslakosok jogainak védelmével foglalkozott. Rajongótábora hűséges maradt hozzá, előadásait egészen utolsó, 2003 nyarán zajlott koncertkörútjáig telt ház előtt tartotta.
Fogelberg 1982-től kezdve visszavonultan élt saját stúdióval felszerelt farmján Colorado államban, az utolsó években harmadik feleségével, a zenész Jean Marie Mayerrel. 2004 májusában prosztatarákot diagnosztizáltak nála. Bár a betegséget egy hormonterápiával – melyet csak farmjának eladásával tudott finanszírozni – időlegesen sikerült megállítani, 2007 decemberében kiújuló rákbetegségében elhunyt a Maine államban található Deer Isle-beli otthonában.

### Házasságai
Fogelberg háromszor nősült meg: első felesége Maggie Slaymaker, egy Nashville-i táncos volt, 1982–1985 között; ekkor elváltak. Második házasságát Anastasia Savage-al, egy louisianai ápolónővel és festőművésszel kötötte 1987-ben, akitől 1996-ban szintén elvált. Harmadik felesége a zenész Jean Marie Mayer volt, akivel 2002. április 7-től 2007-ben bekövetkezett haláláig élt együtt. Egyik házasságából sem született gyermeke.

## Művei, recepciója

### Diszkográfia
| Az album címe                                      | A megjelenés éve | Az album jellege            |
| -------------------------------------------------- | ---------------- | --------------------------- |
| Home Free                                          | 1972             | szólólemez                  |
| Souvenirs                                          | 1974             | szólólemez                  |
| Captured Angel                                     | 1975             | szólólemez                  |
| Nether Lands                                       | 1977             | szólólemez                  |
| Twin Sons of Different Mothers                     | 1978             | Tim Weisberggel közös lemez |
| Phoenix                                            | 1979             | szólólemez                  |
| The Innocent Age                                   | 1981             | szólólemez                  |
| Greatest Hits (Dan Fogelberg)                      | 1982             | gyűjteményes album          |
| Windows and Walls                                  | 1984             | szólólemez                  |
| High Country Snows                                 | 1985             | szólólemez                  |
| Exiles                                             | 1987             | szólólemez                  |
| The Wild Places                                    | 1990             | szólólemez                  |
| Dan Fogelberg Live: Greetings from the West        | 1991             | koncertlemez                |
| River of Souls                                     | 1993             | szólólemez                  |
| Love Songs                                         | 1995             | gyűjteményes album          |
| No Resemblance Whatsoever                          | 1995             | Tim Weisberggel közös lemez |
| Portrait ~ 4-CD Box Set Spanning 25 Years of Music | 1997             | gyűjteményes album          |
| Promises                                           | 1997             | gyűjteményes album          |
| Super Hits                                         | 1998             | gyűjteményes album          |
| The First Christmas Morning                        | 1999             | szólólemez                  |
| Live: Something Old New Borrowed & Some Blues      | 2000             | koncertlemez                |
| The Very Best of Dan Fogelberg                     | 2001             | gyűjteményes album          |
| The Essential Dan Fogelberg                        | 2003             | gyűjteményes album          |
| Full Circle                                        | 2003             | szólólemez                  |
| Love in Time                                       | 2009             | szólólemez (posztumusz)     |

### Zenéje filmekben
Két dala szerepel filmekben:
- A There's a Place in the World for a Gambler című szám (eredetileg a Souvenirs albumon) hallható az 1978-s "FM" című filmben.
- A Times Like These című dalt az 1980-ban készült "Urban Cowboy"-ban használták fel, egy évvel azelőtt, hogy megjelent a The Innocent Age című lemezen.

### Emlékezete
Fogelberg és egész családja tiszteletére Peoria városa a korábban Abington Street nevet viselő utcát – mely a város East Bluff negyedében található, és Dan Fogelberg élete gyermekkori helyszíneinek közelében húzódik – Fogelberg Parkwaynek nevezte el.
Egy 2009-ben indult kezdeményezés nyomán, mely azzal a szándékkal jött létre, hogy a város szülöttének méltó és maradandó emléket állítsanak, 2010. augusztus 28-án felavatták a Fogelberg-emlékparkot a peoriai Riverfront Park területén.

## Fordítás
- Ez a szócikk részben vagy egészben  a   Dan Fogelberg című német Wikipédia-szócikk fordításán alapul.  Az eredeti cikk szerkesztőit annak laptörténete sorolja fel. Ez a jelzés csupán a megfogalmazás eredetét és a szerzői jogokat jelzi, nem szolgál a cikkben szereplő információk forrásmegjelöléseként.